# 上海賽車場駅
座標: 北緯31度20分01秒 東経121度13分17秒 / 北緯31.33361度 東経121.22139度
上海賽車場駅（シャンハイさいしゃじょうえき、中文表記: 上海赛车场站、英文表記: Shanghai Circuit Station）は中華人民共和国上海市嘉定区嘉定新城北部城区、上海インターナショナルサーキット近くの伊寧路北、サーキット場南景観噴水中央に位置する上海地下鉄11号線の駅。

## 概要
本駅は、上海市内で唯一の地下開放式の駅である。駅の外からもプラットホームや入線する電車を見ることができる。

## 駅構造
- 相対式ホーム2面2線の地下駅。

| 地下         |                                  |
| 相対式ホーム |                                  |
|              | ←■11号線江蘇路方面（嘉定新城駅） |
|              | →■11号線安亭方面（上海汽車城駅） |
| 相対式ホーム |                                  |

## 駅出口
- 1号～4号出口 - （北から南に向かって）環南三路西側（伊寧路北、内環南路南）
- 5号～8号出口 - （南から北に向かって）環南二路東側（伊寧路北、内環南路南）

## 駅周辺
- 上海インターナショナルサーキット（上海赛车场）

## 歴史
- 2009年7月 - 上海賽車場車両基地の運用を先行開始する[2]。
- 2010年3月29日 - 上海賽車場駅開業。

## 隣の駅
上海地下鉄
■11号線
嘉定新城駅 - 上海賽車場駅 - 昌吉東路駅